# امام‌قلی بی‌لی (آغ‌دام)
امام‌قلی بی‌لی (به لاتین: İmamqulubəyli) یک منطقهٔ مسکونی در جمهوری آذربایجان است که در شهرستان آغ‌دام واقع شده‌است.